# Koekczucz
Koekczucz (ros. Коекчуч, l.mn. Коекчучи) – wymarła tożsamość płciowa zarejestrowana wśród Itelmenów na Syberii. Były to osoby zakwalifikowane przy urodzeniu jako mężczyźni, które zachowywały się tak jak kobiety, i zostały zarejestrowane na przełomie XVIII i XIX wieku.
Rosyjski badacz Syberii i Kamczatki, Stiepan Kraszeninnikow, w swoim „Opisie ziemi kamczackiej” (Описании земли Камчатки) opisuje Koekczuczy jako „ludzi przemienionej płci” (людей превращённого пола), specjalną kategorię mężczyzn „chodzących w damskich strojach, wykonujących wszystkie prace kobiece i niepracujących z mężczyznami” (в женском платье ходят, всю женскую работу отправляют, i с мужчинами не имеют ном). Według opisu Kraszeninnikowa Koekczucze były również konkubinami. Kraszeninnikow zauważył podobne zjawiska nie tylko wśród Itelmenów, ale także wśród Koriaków, jednak ci ostatni traktowali Koekczuczy, w przeciwieństwie do Itelmenów, „nie z czcią, ale z pogardą”.